# Estádio Municipal Carlos Zamith
O Estádio Municipal Jornalista  Carlos Zamith ou apenas Zamith é um estádio de futebol localizado  no bairro do Coroado, em Manaus, no Amazonas. Tem capacidade construída para 6.500 torcedores e com a instalação de arquibancadas móveis a sua capacidade subiu para 10.000 pessoas.

## História
O estádio foi construído para servir de Centro de Treinamentos (CT ou COT) para as seleções que viriam a Manaus para disputar a Copa do Mundo 2014. A prefeitura de Manaus indicou o terreno, localizado na Alameda Cosme Ferreira, bairro do Coroado, na Zona Leste de Manaus, para a construção do estádio. Sob a tutela da construtora J. Nasser Engenharia Ltda as obras começaram em 5 de Agosto de 2013, durando cerca de 9 meses até a entrega simbólica feita pelo governador José Melo. O estádio inicialmente custaria cerca de R$14,7 milhões.

### A pessoa Carlos Zamith
Carlos Zamith nasceu em Manaus em 20 de Fevereiro de 1926 e foi jornalista esportivo, por muito tempo tendo a coluna "Baú Velho" em jornais de grande circulação de Manaus. A coluna, que iniciou em 1960, no Jornal A Crítica, retratava passagens históricas do futebol amazonense, com detalhes, dados e curiosidades pouco conhecidas do grande público. Mais tarde, Zamith, que possuía um grande acervo de jornais e anotações, lançou três livros históricos sobre o futebol baré, considerados por muitos como "bíblias do futebol manauara". Não parou por aí, em 2009 nasceu o site "Baú Velho" onde Zamith continuava fazendo matérias de conteúdo histórico sobre o futebol local e também sobre logradouros, jornalistas, políticos e outras curiosidades locais. Em seu site, Zamith comentou que pretendia lançar mais uma obra, o que acabou não acontecendo.
Filho de portugueses, Zamith era torcedor da União Esportiva Portuguesa, clube do qual seu pai fez parte da fundação. Zamith era sócio do clube e se manteve fiel a até este abandonar o futebol oficial, na década de 50. Por conta do uniforme listrado alvinegro do clube amazonense, Zamith escolheu torcer também pelo Botafogo do Rio de Janeiro, numa forma de homenagem ao clube de seu coração que já não mais jogava o futebol. Zamith começou na rádio em 1954, depois migrando para os jornais impressos. Por seu grande envolvimento com a imprensa esportiva, também fez parte da fundação da Associação de Cronistas e Locutores Esportivos do Amazonas (ACLEA), em 1956, sendo tesoureiro da entidade por mais de 11 anos. Dessa época cultivou grande amizade com Flaviano Limongi, considerado o patriarca da Federação Amazonense de Futebol. Zamith faleceu em 27 de Julho de 2013, em casa, aos 87 anos.  Em 29 de Julho de 2013, dois dias depois do falecimento de Zamith, o então governador Omar Aziz determinou que o nome do estádio que estava sendo construído no bairro do Coroado para a Copa do Mundo FIFA de 2014, receberia o nome de Carlos Zamith.
Os livros lançados por Zamith foram:
- Baú Velho, em 1999;
- Histórico das 42 Decisões do Campeonato Profissional 1964 a 2005
- Baú Velho 2ª Edição, em 2007.

## Inauguração oficial
Inicialmente o estádio seria inaugurado com partida entre Nacional e Rio Negro, pelo estadual de Juniores, mas a partida foi cancelada por questões contratuais com a FIFA. A inauguração oficial passou a ser uma simples "cerimônia de entrega" onde o então governador José Melo deu um simbólico "chute inicial" e entregou a estrutura para a Fundação Vila Olímpica, que é comandada pela Secretaria Estadual de Juventude Esporte e Lazer. Ao contrário do que o nome diz, o estádio esteve sob a tutela do governo do estado.

### Jogo inaugural
A primeira partida do estádio ocorreu em 6 de Julho de 2014, válida pelo Campeonato Amazonense de Futebol de Juniores. A partida inaugural foi entre o Manaus FC e Manaus EC, com vitória do Manaus FC por 2x1. O primeiro gol do estádio coube a Huendel, camisa 11 do Manaus FC aos 13 minutos do 1º tempo.

### Jogos profissionais
O estádio atendeu à jogos do Amazonense Série B de 2014 e a 28 partidas do Campeonato Amazonense de Futebol de 2015, além de jogos da Copa Amazonas de 2015. Em 2017, o estádio foi liberado para sua capacidade máxima pois somente um lado da arquibancada era usada pelos torcedores locais. Todos os clubes de Manaus mandam, ou mandaram, seus jogos no estádio. Em 2022, o Amazonas FC disputou a fase final do Campeonato Brasileiro de Futebol - Série D, conquistando o acesso à terceira divisão nacional jogando no estádio.

## Estrutura
O estádio possui dois lances de arquibancadas, um em cada lateral do campo, sem assentos ou coberturas, nos moldes de estádio tradicional. Conta com cabine de imprensa, com sua modernidade mais na sua parte interna, no que diz respeito à vestiários e etc. O estádio possui iluminação desde sua inauguração, sendo apto para jogos noturnos, e é atualmente pintado na cor de laranja e também vermelho na sua fachada.

## Maiores Públicos
Estes são os maiores públicos (público presente) em partidas de futebol profissional.
| Nº | Público presente | Mandante | Placar | Visitante     | Competição                | Data       | Ref.   |
| -- | ---------------- | -------- | ------ | ------------- | ------------------------- | ---------- | ------ |
| 1  | 7 427            | Amazonas | 1–2    | Vila Nova     | Brasileiro - Série B 2024 | 08/07/2024 | [ 9 ]  |
| 2  | 6 912            | Amazonas | 1–0    | Coritiba      | Brasileiro - Série B 2024 | 25/06/2024 | [ 10 ] |
| 3  | 6 752            | Amazonas | 0–1    | Chapecoense   | Brasileiro - Série B 2024 | 13/06/2024 | [ 11 ] |
| 4  | 5 523            | Amazonas | 2–1    | Brusque       | Brasileiro - Série B 2024 | 08/06/2024 | [ 12 ] |
| 5  | 4 900            | Amazonas | 3–2    | Portuguesa-RJ | Brasileiro - Série D 2022 | 28/08/2022 | [ 13 ] |
| 6  | 4 275            | Amazonas | 1–2    | Paysandu      | Brasileiro - Série C 2023 | 08/07/2023 | [ 14 ] |